# 犬山藩
犬山藩（いぬやまはん）は、尾張国に存在した藩（ただし、藩と正式に認められて立藩したのは慶応4年（1868年）1月の新政府の計らいによるものであり、江戸幕府の幕藩体制のもとでは、藩として認められていなかった）。居城は犬山城（白帝城）であり、現在の愛知県犬山市犬山北古券を支配した。

## 概要
慶長5年（1600年）の関ヶ原の戦いで西軍に与した犬山城主・石川光吉は改易され、代わって尾張には清洲藩に入部した徳川家康の四男・松平忠吉が52万石で入った。このとき、忠吉の御附家老として小笠原吉次が犬山に所領を与えられたのが、犬山領の始まりである。慶長12年（1607年）、吉次は下総佐倉藩へ移封された。この年、清洲藩では藩主の忠吉が嗣子なくして病死し、清洲藩は無嗣改易となった。その後、家康の九男・徳川義直が尾張藩主として尾張を支配し、犬山城には義直の附家老として徳川氏譜代の重臣・平岩親吉が11万3000石（一説に9万3000石）で入った。しかし慶長16年（1611年）、親吉は嗣子無くして病死し、その遺言によって遺領は義直の直轄領に編入され、空き城となった犬山城は親吉の甥平岩吉範が守衛した。
元和3年（1617年）、義直の附家老である成瀬正成が3万石で入って、尾張藩を補佐する犬山成瀬氏がここに成立した。第3代当主・成瀬正親時代の万治2年（1659年）、5000石の加増を受けて合計3万5000石を支配することとなり、尾張藩最大の知行を領する重臣となった。なお、犬山城は吉次の治世で城下町と城が整備され、最古の天守を持つ城として国宝とされている。
ところが、犬山成瀬氏はあくまで身分は尾張藩の徳川家を補佐する重臣という立場であり、独立した大名として見られることはなかった。このため、第7代当主・正寿や第8代当主・正住は尾張藩から独立しようと企てたが、いずれも失敗している。
慶応4年（1868年）1月、新政府の維新立藩により、犬山成瀬家は正式に犬山藩主となり、尾張徳川氏の尾張藩から独立した。明治2年（1869年）に藩主・成瀬正肥は版籍奉還により犬山藩知事に任じられる。
明治4年（1871年）旧暦7月14日）の廃藩置県で犬山藩は犬山県となり、11月22日に名古屋県（尾張藩を母体とする）に合併された。後にこの名古屋県は愛知県と改名後、額田県（旧三河国と旧尾張国知多郡）を合併する。
明治28年（1895年）、犬山城は成瀬氏の所有するところとなった。

## 歴代藩主

### 小笠原家
1. 小笠原吉次（よしつぐ）

### 平岩家
（譜代）11万3000石
1. 平岩親吉（ちかよし）

### 成瀬家
（譜代）3万石→3万5000石
1. 成瀬正成（まさなり）
2. 成瀬正虎（まさとら）
3. 成瀬正親（まさちか）
4. 成瀬正幸（まさゆき）
5. 成瀬正泰（まさもと）
6. 成瀬正典（まさのり）
7. 成瀬正壽（まさなが）
8. 成瀬正住（まさずみ）
9. 成瀬正肥（まさみつ）

## 幕末の領地
- 尾張国
  - 愛知郡のうち - 3村

下之一色村(900石5斗2升3合9勺8才7撮)・石仏村(513石4斗2升4合9勺8才8撮)・沓掛村(2701石7斗3升5合1勺0才7撮)		
- - 春日井郡のうち - 6村

大曾根村(886石7斗5升0合9勺7才7撮)・下志段味村(218石8斗9升7合9勺9才5撮)・下原村(779石1斗5升8合9勺9才7撮)・南下原村(404石5斗8升2合0勺0才1撮)・小針村(707石0斗1升7合0勺2才9撮)・沖村(317石7斗8升5合0勺0才4撮)	
- - 丹羽郡のうち - 33村

入鹿神尾新田(70石3斗7升2合0勺0才2撮)・奥入鹿村(49石0斗9升1合0勺0才0撮)・安楽寺村(19石5斗4升4合0勺0才1撮)・河北村(39石7斗0升0合0勺0才1撮)・下野村(1145石3斗6升2合0勺6才1撮)・岩手村(3石8斗4升2合0勺0才0撮)・中般若村(30石1斗1升0合0勺0才1撮)・和田勝佐村(447石3斗2升5合0勺1才2撮)・古知野村(394石4斗0升6合0勺0才6撮)・中奈良村(167石3斗9升7合0勺0才3撮)・岩倉村(3470石9斗1升2合1勺0才9撮)・岩倉羽根村(489石7斗9升6合9勺9才7撮)・大山寺村(364石5斗0升5合0勺0才5撮)・富岡村(714石9斗8升9合9勺9才0撮)・橋爪村(1700石9斗0升5合0勺2才9撮)・五郎丸村(706石4斗0升8合0勺2才0撮)・丸山新田(189石9斗4升5合9勺9才9撮)・丸山新田(3472石2斗5升0合0勺0才0撮)・栗栖村(160石0斗6升3合0勺0才4撮)・善師野村(949石5斗3升3合0勺2才0撮)・塔之地村(1128石4斗5升8合9勺8才4撮)・前原新田(512石4斗0升2合1勺0才0撮)・南野新田(34石0斗5升6合9勺9才9撮)・今井村(612石8斗7升2合9勺8才6撮)・十吉新田(15石8斗5升2合0勺0才0撮)・羽黒村(3059石4斗8升7合0勺6才1撮)・羽黒新田(316石2斗9升5合0勺1才3撮)・富士村(126石9斗1升2合0勺0才3撮)・重吉村(946石0斗5升6合0勺3才0撮)・楽田新田(119石5斗9升6合0勺0才1撮)・橋爪新田(116石9斗4升7合9勺9才8撮)・木津村(122石7斗4升4合0勺0才3撮)・二之宮村(85石0斗5升5合0勺0才0撮)	
- - 葉栗郡のうち - 1村

草井村(59石8斗7升5合0勺0才0撮)
- - 中島郡のうち - 4村

西島村(1372石8斗5升4合0勺0才4撮)・西溝口村(1081石2斗9升7合9勺7才4撮)・今村(600石3斗9升8合0勺1才0撮)・三宅村(1104石2斗9升1合9勺9才2撮)	
- - 海東郡のうち - 2村

甚目寺村(302石1斗9升5合0勺0才7撮)・諸桑村(152石4斗1升2合9勺9才4撮)		
- - 海西郡のうち - 1村

東条村(391石0斗3升5合0勺0才4撮)
- - 知多郡のうち - 4村

亀崎村(755石5斗8升3合9勺8才4撮)・乙川村(2212石8斗6升1合0勺8才4撮)・成岩村(3143石1斗2升1合0勺9才4撮)・吹越村(166石2斗6升1合0勺0才2撮)		
- 美濃国
  - 中島郡のうち - 3村

市之枝村(559石9斗4升7合0勺2才1撮)・東方村(250石7斗2升5合0勺0才6撮)・西加賀野井村(212石6斗0升4合9勺9才6撮)		
- - 多芸郡のうち - 1村

口ヶ島村(519石3斗6升2合0勺0才0撮)
- - 安八郡のうち - 2村

牧村(948石7斗6升0合0勺1才0撮)・中村(246石1斗4升9合9勺9才4撮)	